# J1 League 2016
Die J1 League 2016 war die 24. Spielzeit der höchsten Division der japanischen J. League und die zweite unter dem Namen J1 League. An ihr nahmen achtzehn Vereine teil. Die Saison begann am 28. Februar 2016 und endete am 3. November 2016; danach fand zur Bestimmung des Meisters ein kurzes Meisterschaftsturnier statt.
Im Finale des Meisterschaftsturniers setzte sich nach Hin- und Rückspiel Kashima Antlers dank der Auswärtstorregel knapp über Urawa Red Diamonds durch. Beide Mannschaften nahmen damit auch an der Gruppenphase der AFC Champions League 2017 teil. Die weiteren Teilnehmer an diesem Wettbewerb waren Kawasaki Frontale als Verlierer des Meisterschaftsturnier-Halbfinales gegen Kashima sowie Gamba Osaka, die als Viertplatzierter der Gesamttabelle davon profitierten, dass mit Kashima und Kawasaki zwei bereits für die Champions League qualifizierte Mannschaften im Finale des Kaiserpokals 2016 aufeinandertrafen. Absteiger in die J2 League 2017 waren Nagoya Grampus, Shonan Bellmare und Avispa Fukuoka.

## Modus
Um den Meister zu ermitteln, wurde nach dem mit 18 Mannschaften durchgeführten Doppelrundenturnier ein kurzes Meisterschaftsturnier am Ende der Saison ausgetragen, für das sich mehrere dieser 18 Vereine wie folgt qualifizieren konnten:
In jeder Hälfte des Doppelrundenturniers spielten die Vereine einmal gegeneinander. Spiele, die in der ersten Halbserie zuhause stattfanden, wurden in der zweiten Serie auswärts ausgetragen und umgekehrt. Dadurch ergaben sich drei Tabellen: Eine Tabelle der ersten Halbserie, eine Tabelle der zweiten Halbserie und am Ende eine Gesamttabelle bestehend aus allen Spielergebnissen der beiden Halbserien. Die Tabellen wurden jeweils nach den folgenden Kriterien erstellt:
1. Anzahl der erzielten Punkte
2. Tordifferenz
3. Erzielte Tore
4. Ergebnisse der Spiele untereinander
5. Entscheidungsspiel oder Münzwurf

Der Erstplatzierte der Gesamttabelle qualifizierte sich sofort für das Finale des Meisterschaftsturniers. Der Finalgegner wurde unter den restlichen Qualifikanten ermittelt. Dazu zählten der Zweitplatzierte und der Drittplatzierte der Gesamttabelle sowie der Erstplatzierte der ersten Halbserie (Hinrunde) und der Erstplatzierte der zweiten Halbserie (Rückrunde). Erfüllte ein Verein mehrere Kriterien für die Qualifikation (zum Beispiel wenn der Dritte der Gesamttabelle auch der Beste der Hinrunde war), dann gab es keine Nachrücker. Somit ergab sich eine Teilnehmerzahl von mindestens drei und höchstens fünf Mannschaften für das Meisterschaftsturnier, wonach sich dann auch der Turniermodus richtete:
- Bei insgesamt fünf Teams spielte jeweils ein Halbseriensieger gegen einen Qualifikanten aus der Gesamttabelle. Der in der Gesamttabelle besser platzierte Halbseriensieger spielte hierbei gegen den Drittplatzierten der Gesamttabelle, der schlechter platzierte Verein gegen den Zweitplatzierten der Gesamttabelle. Die Sieger aus beiden Partien spielten danach im Halbfinalspiel um den freien Finalplatz.
- Bei insgesamt vier Teams wurde der Zweitplatzierte für das Halbfinalspiel gesetzt. Der verbliebene Halbserienchampion und der Dritte der Gesamttabelle spielten ein Spiel um den Einzug in dieses Halbfinale. Der Sieger des Halbfinalspieles erreichte das Finale.
- Bei insgesamt drei Teams entfiel die erste Runde, der Zweit- und Drittplatzierte spielten ein Spiel um den Einzug in das Finale.

Das Finale der Meisterschaftsrunde wurde in Hin- und Rückspiel ausgetragen.
Die drei schlechtesten Mannschaften der Gesamttabelle stiegen in die J. League Division 2 ab.

## Teilnehmer
Ōmiya Ardija kehrte nach einjähriger Abstinenz als Meister der J2 League 2015 zurück. Der zweite Aufsteiger Júbilo Iwata kehrte nach zweijähriger Abstinenz wieder zurück. Der dritte Aufsteiger Avispa Fukuoka war zuletzt im Jahr 2011 in der obersten Division. Der Aufstieg gelang durch einen Sieg und ein Unentschieden in den Playoffs über V-Varen Nagasaki (1:0) und Cerezo Osaka (1:1), nachdem in der regulären Saison der dritte Platz heraussprang.
Die drei Aufsteiger ersetzten die drei letztplatzierten Teams der Saison 2015, Matsumoto Yamaga, Shimizu S-Pulse und Montedio Yamagata. Matsumoto Yamaga und Montedio Yamagata mussten nach nur einem Jahr in der J1 League wieder in die J2 zurück.
| Verein              | Beheimatet in, Präfektur                          | Stadion                                |
| ------------------- | ------------------------------------------------- | -------------------------------------- |
| Albirex Niigata     | Niigata & Seirō, Niigata                          | Denka Big Swan Stadium                 |
| Avispa Fukuoka      | Fukuoka, Fukuoka                                  | Level-5 Stadium                        |
| Gamba Osaka         | Suita, Osaka                                      | Suita City Football Stadium            |
| Júbilo Iwata        | Iwata, Shizuoka                                   | Yamaha Stadium                         |
| Kashima Antlers     | Mehrere Städte im Südwesten der Präfektur Ibaraki | Kashima Soccer Stadium                 |
| Kashiwa Reysol      | Kashiwa, Chiba                                    | Hitachi Kashiwa Soccer Stadium         |
| Kawasaki Frontale   | Kawasaki, Kanagawa                                | Todoroki Athletics Stadium             |
| Nagoya Grampus      | Nagoya, Aichi                                     | Paloma Mizuho Stadium / Toyota Stadium |
| Ōmiya Ardija        | Saitama, Saitama                                  | NACK5 Stadium Ōmiya                    |
| Sagan Tosu          | Tosu, Saga                                        | Best Amenity Stadium                   |
| Sanfrecce Hiroshima | Hiroshima, Hiroshima                              | Edion Stadium Hiroshima                |
| Shonan Bellmare     | Hiratsuka, Kanagawa                               | Shonan BMW Stadium Hiratsuka           |
| FC Tokyo            | Tokio                                             | Ajinomoto Stadium                      |
| Urawa Red Diamonds  | Saitama, Saitama                                  | Saitama Stadium                        |
| Vegalta Sendai      | Sendai, Miyagi                                    | Yurtec Stadium Sendai                  |
| Ventforet Kofu      | Städteverbund in Yamanashi                        | Yamanashi Chūō Bank Stadium            |
| Vissel Kōbe         | Kōbe, Hyōgo                                       | Noevir Stadium Kobe                    |
| Yokohama F. Marinos | Yokohama & Yokosuka, Kanagawa                     | Nissan Stadium                         |

## Trainer
| Verein              | Cheftrainer                          |
| ------------------- | ------------------------------------ |
| Vegalta Sendai      | Susumu Watanabe                      |
| Kashima Antlers     | Masatada Ishii                       |
| Urawa Reds          | Michael Petrović                     |
| Omiya Ardija        | Hiroki Shibuya                       |
| Kashiwa Reysol      | Milton Mendes → Takahiro Shimotaira  |
| FC Tokyo            | Hiroshi Jōfuku → Yoshiyuki Shinoda   |
| Kawasaki Frontale   | Yahiro Kazama                        |
| Yokohama F. Marinos | Erick Mombaerts                      |
| Shonan Bellmare     | Cho Kwi-jae                          |
| Ventforet Kofu      | Satoru Sakuma                        |
| Albirex Niigata     | Tatsuma Yoshida → Kōichirō Katafuchi |
| Júbilo Iwata        | Hiroshi Nanami                       |
| Nagoya Grampus      | Takafumi Ogura → Boško Gjurovski     |
| Gamba Osaka         | Kenta Hasegawa                       |
| Vissel Kobe         | Nelsinho Baptista                    |
| Sanfrecce Hiroshima | Hajime Moriyasu                      |
| Avispa Fukuoka      | Masami Ihara                         |
| Sagan Tosu          | Massimo Ficcadenti                   |

## Spieler
| Verein              | Spieler |
| ------------------- | --- |
| Vegalta Sendai      | Yūji Rokutan (13/0), Hirofumi Watanabe (33/3), Kōji Hachisuka (9/0), Naoki Ishikawa (29/1), Kim Min-tae (3/0), Hiroaki Okuno (34/4), Takuya Nozawa (18/3), Wilson (23/6), Ryang Yong-gi (26/0), Hidetaka Kanazono (7/0), Yasuhiro Hiraoka (28/0), Jun Kanakubo (14/2), Shingo Tomita (33/1), Hirotaka Mita (31/4), Kyōhei Sugiura (1/0), Ramon Lopes (32/10), Kentarō Seki (20/0), Kei Ishikawa (2/0), Hiroshi Futami (4/0), Naoki Sugai (16/0), Keita Fujimura (25/0), Kazuki Ōiwa (33/1), Takumi Sasaki (2/0), Kōki Mizuno (8/0), Takuma Nishimura (12/1), Shunsuke Motegi (8/0), Masaya Kojima (2/0), Pablo Diogo (6/0)                                        |
| Kashima Antlers     | Gen Shōji (31/1), Takeshi Aoki (1/0), Ryōta Nagaki (29/0), Caio (16/5), Shōma Doi (30/8), Dinei (6/1), Gaku Shibasaki (31/3), Fabricio (8/1), Atsutaka Nakamura (17/3), Hwang Seok-ho (12/0), Shūto Yamamoto (31/3), Bueno (8/0), Shūhei Akasaki (24/2), Kento Misao (4/0), Hitoshi Sogahata (34/0), Daigo Nishi (26/1), Naomichi Ueda (21/0), Yukitoshi Itō (13/0), Yasushi Endō (25/3), Tarō Sugimoto (14/1), Mū Kanazaki (30/10), Yūma Suzuki (31/8), Yūki Kakita (3/0), Mitsuo Ogasawara (30/0) |
| Urawa Reds          | Shūsaku Nishikawa (34/0), Ken’ichi Kaga (1/0), Tomoya Ugajin (26/3), Daisuke Nasu (14/1), Tomoaki Makino (29/3), Wataru Endō (27/0), Tsukasa Umesaki (19/1), Yūki Mutō (34/12), Yōsuke Kashiwagi (33/5), Naoki Ishihara (6/0), Toshiyuki Takagi (14/2), Takuya Aoki (24/0), Mitsuru Nagata (1/0), Yoshiaki Komai (23/0), Tadanari Lee (32/10), Zlatan (26/4), Yūki Abe (34/1), Takahiro Sekine (32/2), Ryōtarō Itō (1/0), Shinzō Kōroki (30/14), Wataru Hashimoto (1/0), Ryōta Moriwaki (33/1) |
| Omiya Ardija        | Nobuhiro Katō (19/0), Kōsuke Kikuchi (27/0), Hiroyuki Kōmoto (31/2), Kōhei Yamakoshi (14/0), Keigo Numata (17/1), Ataru Esaka (31/8), Dragan Mrdja (27/6), Nejc Pecnik (21/1), Yūzō Iwakami (20/1), Ryūji Bando (1/0), Daisuke Watabe (9/0), Shintarō Shimizu (10/0), Keisuke Ōyama (10/0), Mateus (22/2), Shigeru Yokotani (31/3), Tomonobu Yokoyama (19/1), Ryō Okui (25/2), Tsubasa Ōya (20/0), Hitoshi Shiota (15/0), Takuya Wada (21/0), Shin Kanazawa (27/0), Kazuma Takayama (1/0), Shunsuke Fukuda (2/0), Jin Izumisawa (30/3), Akihiro Ienaga (26/11) |
| Kashiwa Reysol      | Kazushige Kirihata (6/0), Jirō Kamata (16/0), Shinnosuke Nakatani (31/2), Tatsuya Masushima (17/0), Ryōsuke Yamanaka (13/1), Hidekazu Ōtani (20/1), Akimi Barada (24/2), Jun’ya Tanaka (21/4), Yūki Ōtsu (19/1), Diego Oliveira (30/12), Jun’ya Itō (33/7), Kōsuke Taketomi (26/3), Hiroki Akino (23/1), Ederson (10/1), Hiroto Nakagawa (22/1), Masato Yuzawa (11/0), Naoki Wako (29/2), Kōsuke Nakamura (28/0), Yūsuke Kobayashi (22/0), Tetsurō Ōta (5/0), Tomoki Imai (1/0), Ryōichi Kurisawa (18/1), Yūta Nakayama (26/2), Kōki Ōshima (1/0), Dudu (7/0), Cristiano (17/9)                                                                                   |
| FC Tokyo            | Yūhei Tokunaga (30/0), Masato Morishige (32/4), Hideto Takahashi (19/0), Yūichi Maruyama (34/0), Sei Muroya (12/0), Takuji Yonemoto (21/0), Sōta Hirayama (15/5), Yōhei Kajiyama (14/0), Muriqui (19/4), Ha Dae-sung (3/0), Nathan Burns (16/1), Hiroki Kawano (29/5), Ryōichi Maeda (29/6), Sandaza (1/0), Naotake Hanyū (14/0), Ryōya Ogawa (18/0), Sōtan Tanabe (24/1), Kazunori Yoshimoto (7/0), Yu In-soo (5/1), Hideyuki Nozawa (2/0), Kento Hashimoto (28/4), Keigo Higashi (28/2), Shōya Nakajima (12/3), Takuma Abe (11/1), Yōta Akimoto (34/0), Kōta Mizunuma (17/1), Yūichi Komano (1/0)                                                               |
| Kawasaki Frontale   | Jung Sung-ryong (29/0), Kyōhei Noborizato (14/0), Tatsuki Nara (12/0), Yūsuke Igawa (13/0), Shōgo Taniguchi (34/1), Yūsuke Tasaka (18/1), Kōji Hashimoto (7/0), Takanobu Komiyama (1/0), Takayuki Morimoto (11/2), Ryōta Ōshima (24/2), Yū Kobayashi (32/15), Yoshito Ōkubo (33/15), Kengo Nakamura (31/9), Riki Harakawa (4/0), Tatsuya Hasegawa (2/1), Yūto Takeoka (18/0), Elsinho (33/5), Kentarō Moriya (19/4), Shintarō Kurumaya (30/1), Eduardo Neto (27/2), Yoshihiro Nakano (15/0), Eduardo (25/0), Kenta Kanō (5/1), Kōji Miyoshi (15/4), Shōhei Ōtsuka (12/2), Kō Itakura (2/0), Shun Takagi (2/0), Shōta Arai (5/0)                                   |
| Yokohama F. Marinos | Tetsuya Enomoto (23/0), Park Jeong-su (13/1), Yūzō Kurihara (12/1), Fabio (23/3), Yūta Mikado (3/0), Shingō Hyōdō (18/2), Kōsuke Nakamachi (31/6), Kayke (23/4), Shunsuke Nakamura (19/4), Manabu Saitō (33/10), Yūzō Kobayashi (33/0), Masashi Wada (1/0), Ikki Arai (5/0), Shō Itō (32/5), Cayman Togashi (18/5), Keita Endō (23/0), Teruhito Nakagawa (4/0), Martinus (24/4), Hiroki Iikura (12/0), Yūji Nakazawa (34/3), Takumi Shimohira (15/1), Takashi Kanai (17/0), Naoki Maeda (13/2), Takuya Kida (27/1), Jun Amano (11/0) |
| Shonan Bellmare     | Tomohiko Murayama (27/0), Shunsuke Kikuchi (7/0), Ryōhei Okazaki (1/0), Andre Bahia (31/2), Paulinho (10/2), Tomotaka Okamoto (1/0), Yūto Misao (32/2), Yōhei Ōtake (8/1), Naoki Yamada (11/2), Quirino (5/0), Dinei (10/2), Daisuke Kikuchi (32/3), Yoshihito Fujita (12/1), Seiya Fujita (22/0), Ariajasuru Hasegawa (24/1), Toshiki Ishikawa (31/0), Jin Hanato (20/4), Eijirō Takeda (1/0), Shūhei Ōtsuki (27/2), Keisuke Tsuboi (15/0), Yūji Kajikawa (2/0), Hokuto Shimoda (23/2), Kaoru Takayama (33/4), Yūta Narawa (19/0), Tando Velaphi (5/0), Yūta Kamiya (14/0), Weslley (8/0), Tsuyoshi Shimamura (19/0), Mitsuki Saitō (5/0), Takuya Okamoto (21/1) |
| Ventforet Kofu      | Kōhei Kawata (33/0), Kensuke Fukuda (10/0), Hiroto Hatao (15/0), Hideomi Yamamoto (24/1), Ryō Shinzato (14/0), Marquinhos Parana (12/0), Katsuya Ishihara (8/0), Ryōhei Arai (20/0), Nilson (6/0), Davi (10/1), Cristiano (17/7), Dudu (11/4), Chuka (11/1), Akito Kawamoto (17/0), Yūsuke Tanaka (34/5), Takamitsu Yoshino (7/0), Masaru Matsuhashi (29/1), Takuma Tsuda (25/2), Kōhei Morita (6/0), Masato Kurogi (26/2), Shō Inagaki (33/5), Kōta Mori (14/0), Shun Kumagai (6/1), Billy Celeski (13/1), Yūki Hashizume (25/0), Masaki Watanabe (1/0), Kazunari Hosaka (21/1), Kōsuke Okanishi (1/0), Yukio Tsuchiya (20/0)                                    |
| Albirex Niigata     | Kazunari Ōno (28/1), Shigeto Masuda (14/1), Michael James (22/1), Takanori Maeno (10/0), Yūki Kobayashi (29/0), Cortez (27/1), Leo Silva (32/5), Ryōhei Yamazaki (28/2), Rafael Silva (23/11), Hiroshi Ibusuki (21/1), Masaru Katō (28/0), Tatsuya Tanaka (20/3), Shū Hiramatsu (7/0), Yūta Itō (18/1), Shō Naruoka (18/2), Musashi Suzuki (14/0), Lim You-hwan (1/0), Tatsuya Morita (30/0), Gorō Kawanami (5/0), Noriyoshi Sakai (9/0), Ryōma Nishimura (7/0), Kei Koizumi (30/0), Gō Hayama (9/1), Ken Matsubara (17/0), Fumiya Hayakawa (3/0), Kalil (2/0), Gakuto Notsuda (18/2), Kazuki Kozuka (6/0)                                                        |
| Júbilo Iwata        | Naoki Hatta (4/0), Taisuke Nakamura (28/1), Kentarō Ōi (30/1), Yūki Kobayashi (24/5), Nagisa Sakurauchi (19/1), Kōta Ueda (18/1), Jay (22/14), Yoshiaki Ōta (34/3), Takuya Matsuura (26/1), Tomohiko Miyazaki (32/0), Adailton (34/6), Kazuki Saitō (17/0), Takafumi Shimizu (1/0), Yasuhito Morishima (15/1), Kaminski (20/0), Daisuke Matsui (16/0), Kōsuke Yamamoto (29/0), Daiki Ogawa (7/0), Daigo Araki (1/0), Ryōma Ishida (5/0), Rikiya Uehara (1/0), Kō Shimura (10/0), Yoshiaki Fujita (18/0), Shun Morishita (26/0), Hayao Kawabe (26/2), Papadopoulos (13/1)                                                                                          |
| Nagoya Grampus      | Seigō Narazaki (27/0), Akira Takeuchi (30/2), Ohman (9/0), Marcus Tulio Tanaka (7/0), Shun Ōbu (20/0), Shōta Kobayashi (28/1), Taishi Taguchi (27/2), Ha Dae-sung (9/1), Simovic (29/11), Yoshizumi Ogawa (20/1), Kensuke Nagai (31/7), Ryōta Isomura (16/0), Lee Seung-hee (29/1), Yōhei Takeda (7/0), Tomokazu Myōjin (15/0), Ryūnosuke Noda (15/1), Kishō Yano (31/2), Asahi Yada (13/0), Tomoya Koyamatsu (6/0), Ryōta Aoki (1/0), Ryō Takahashi (12/0), Kōki Sugimori (1/0), Ryūji Izumi (14/1), Takahiro Ōgihara (2/0), Kengo Kawamata (17/5), Michihiro Yasuda (22/0), Gustavo (2/0), Ryūsuke Sakai (11/2), Riki Matsuda (14/1)                            |
| Gamba Osaka         | Masaaki Higashiguchi (34/0), Takaharu Nishino (3/0), Hiroki Fujiharu (29/2), Daiki Niwa (28/0), Kim Jung-ya (28/3), Yasuhito Endō (34/2), Keisuke Iwashita (10/1), Ademilson (29/9), Shū Kurata (34/2), Hiroyuki Abe (24/3), Kōki Yonekura (21/1), Yasuyuki Konno (33/4), Kōtarō Ōmori (25/3), Shun Nagasawa (21/9), Yōsuke Ideguchi (22/4), Oh Jae-suk (18/0), Hiroto Goya (14/1), Jungo Fujimoto (13/0), Tatsuya Uchida (3/0), Patric (20/2), Ryō Hatsuse (5/0), Ritsu Dōan (3/0), Takashi Usami (17/5), Shōhei Ogura (2/0) |
| Vissel Kobe         | Yūdai Tanaka (9/0), Takahito Sōma (17/2), Kunie Kitamoto (14/1), Takuya Iwanami (21/1), Shunki Takahashi (34/1), Pedro Junior (29/11), Shōhei Takahashi (13/0), Daisuke Ishizu (19/1), Nilton (13/3), Leandro (31/19), Keijirō Ogawa (7/1), Naoyuki Fujita (32/0), Seigō Kobayashi (20/1), Hideo Tanaka (13/0), Kim Seung-gyu (34/0), Kazuma Watanabe (33/12), Asahi Masuyama (8/1), Yoshiki Matsushita (11/1), Masatoshi Mihara (30/0), Jun’ya Higashi (2/0), Ryō Matsumura (6/0), Yūya Nakasaka (12/1), Ryōsuke Maeda (8/0), Taisuke Muramatsu (5/0), Masahiko Inoha (27/0), Wataru Hashimoto (14/0)                                                            |
| Sanfrecce Hiroshima | Takuto Hayashi (34/0), Yūki Nogami (4/0), Hiroki Mizumoto (17/0), Kazuhiko Chiba (28/0), Toshihiro Aoyama (28/2), Kōji Morisaki (5/1), Kazuyuki Morisaki (24/0), Peter Utaka (33/19), Takuma Asano (14/4), Hisato Satō (19/4), Mikic (27/1), Kōhei Shimizu (31/0), Yoshifumi Kashiwa (34/1), Shō Sasaki (4/0), Yūsuke Minagawa (19/1), Kyōhei Yoshino (2/0), Yūsuke Chajima (22/3), Kim Byeom-yong (2/0), Takuya Marutani (21/2), Kōsei Shibasaki (34/8), Takumi Miyayoshi (13/4), Tsukasa Shiotani (30/5), Sōya Takahashi (2/0), Kazuya Miyahara (13/0), Anderson Lopes (7/2)                                                                                    |
| Avispa Fukuoka      | Ryūichi Kamiyama (8/0), Mizuki Hamada (19/1), Takumi Abe (1/0), Yūta Mikado (17/0), Yūki Sanetō (19/1), Danilson (17/0), Takeshi Kanamori (33/4), Shūto Nakahara (2/0), Takayuki Nakahara (3/0), Hisashi Jōgo (33/6), Daisuke Sakata (24/2), Hirotaka Tameda (21/1), Shōki Hirai (31/2), Toshiya Sueyoshi (24/0), Yūta Mishima (9/0), Wellington (29/5), Masashi Kamekawa (27/0), Shunsuke Tsutsumi (15/0), Kim Hyun-hun (29/0), Takehiro Tomiyasu (10/0), Hokuto Nakamura (16/0), Lee Bum-young (25/0), Yūichi Komano (12/1), Akishige Kaneda (1/0), Yū Tamura (16/0), Takahiro Kunimoto (20/1), Kenta Furube (4/0), Jun Suzuki (9/0)                            |
| Sagan Tosu          | Hiromu Mitsumaru (3/0), Teruaki Kobayashi (2/0), Kim Min-hyeok (33/0), Tomotaka Okamoto (10/0), Aymen Tahar (1/0), Masato Fujita (32/1), Baek Sung-dong (11/0), Moestafa El Kabir (5/0), Kim Min-woo (30/5), Yōhei Toyoda (33/13), Yoshiki Takahashi (34/1), Choi Sung-keun (14/0), Takamitsu Tomiyama (25/5), Jumpei Kusukami (1/0), Kei Ikeda (15/1), Yutaka Yoshida (32/0), Daichi Kamada (28/7), Ryōta Hayasaka (28/0), Hiroyuki Taniguchi (33/2), Akito Fukuta (22/0), Akihiro Hayashi (34/0), Takeshi Aoki (7/0), Naoya Kikuchi (4/0), Shōhei Okada (13/1), Hiroto Ishikawa (2/0)                                                                           |

## Statistiken

### 1. Halbserie
Die erste Halbserie begann am 27. Februar 2016 und endete am 25. Juni 2016.

#### Tabelle
| Pl.                       | Verein                  | Sp. | S  | U | N  | Tore    | Diff. | Punkte |
| ------------------------- | ----------------------- | --- | -- | - | -- | ------- | ----- | ------ |
| 1.                        | Kashima Antlers         | 17  | 12 | 3 | 2  | 029:100 | +19   | 39     |
| 2.                        | Kawasaki Frontale       | 17  | 11 | 5 | 1  | 033:150 | +18   | 38     |
| 3.                        | Urawa Red Diamonds      | 17  | 10 | 3 | 4  | 026:160 | +10   | 33     |
| 4.                        | Sanfrecce Hiroshima (M) | 17  | 8  | 5 | 4  | 032:180 | +14   | 29     |
| 5.                        | Ōmiya Ardija (N)        | 17  | 7  | 5 | 5  | 017:180 | −1    | 26     |
| 6.                        | Gamba Osaka (P)         | 17  | 7  | 3 | 7  | 022:200 | +2    | 24     |
| 7.                        | Kashiwa Reysol          | 17  | 6  | 6 | 5  | 020:210 | −1    | 24     |
| 8.                        | Júbilo Iwata (N)        | 17  | 6  | 5 | 6  | 021:230 | −2    | 23     |
| 9.                        | FC Tokyo                | 17  | 6  | 5 | 6  | 016:180 | −2    | 23     |
| 10.                       | Vegalta Sendai          | 17  | 7  | 2 | 8  | 020:250 | −5    | 23     |
| 11.                       | Yokohama F. Marinos     | 17  | 6  | 4 | 7  | 021:190 | +2    | 22     |
| 12.                       | Vissel Kōbe             | 17  | 5  | 5 | 7  | 023:250 | −2    | 20     |
| 13.                       | Albirex Niigata         | 17  | 4  | 6 | 7  | 019:250 | −6    | 18     |
| 14.                       | Nagoya Grampus          | 17  | 4  | 5 | 8  | 024:290 | −5    | 17     |
| 15.                       | Sagan Tosu              | 17  | 4  | 5 | 8  | 010:150 | −5    | 17     |
| 16.                       | Shonan Bellmare         | 17  | 4  | 4 | 9  | 018:270 | −9    | 16     |
| 17.                       | Ventforet Kofu          | 17  | 3  | 6 | 8  | 018:310 | −13   | 15     |
| 18.                       | Avispa Fukuoka (N)      | 17  | 2  | 5 | 10 | 011:250 | −14   | 11     |
| Stand: Ende der Halbserie |                         |     |    |   |    |         |       |        |

| Nach Ende der Halbserie:                                     |
| Qualifikation für das Meisterschaftsturnier: Kashima Antlers |

#### Kreuztabelle
Die Kreuztabelle stellt die Ergebnisse aller Spiele der Halbserie dar. Die Heimmannschaft ist in der linken Spalte, die Gastmannschaft in der oberen Zeile aufgelistet.
| 1. Halbserie        | Albirex Niigata           | Avispa Fukuoka | Gamba Osaka | Júbilo Iwata | Kashima Antlers | Kashiwa Reysol |     | Nagoya Grampus | Ōmiya Ardija |      | Sanfrecce Hiroshima | Shonan Bellmare | FC Tokyo |     |      | Ventforet Kofu | Vissel Kōbe | Yokohama F. Marinos |
| ------------------- | ------------------------- | -------------- | ----------- | ------------ | --------------- | -------------- | --- | -------------- | ------------ | ---- | ------------------- | --------------- | -------- | --- | ---- | -------------- | ----------- | ------------------- |
| Albirex Niigata     |                           |                | 0:0         | 1:2          |                 | 2:2            | 0:0 |                | 1:0          | 1:0  |                     |                 |          |     |      | 2:2            |             | 1:2                 |
| Avispa Fukuoka      | 0:1                       |                | 0:1         |              |                 |                | 2:2 | 0:0            | 1:2          |      | 0:4                 | 1:0             |          |     |      |                |             | 1:1                 |
| Gamba Osaka         |                           |                |             | 2:1          | 0:1             | 0:1            | 0:1 | 3:3            | 2:1          |      |                     | 3:3             |          | 1:0 |      |                |             | 1:2                 |
| Júbilo Iwata        |                           | 2:2            |             |              | 1:1             |                |     | 0:1            |              |      | 1:0                 |                 | 10:0     |     | 3:0  | 3:1            |             | 1:5                 |
| Kashima Antlers     | 2:1                       | 2:0            |             |              |                 | 0:2            |     |                |              | 1:0  | 4:1                 |                 | 2:0      |     |      | 4:0            |             | 1:0                 |
| Kashiwa Reysol      |                           | 3:2            |             | 2:2          |                 |                | 1:3 |                |              |      |                     | 1:1             | 1:0      | 1:2 | 0:2  |                | 2:0         |                     |
| Kawasaki Frontale   |                           |                |             | 1:0          | 1:1             |                |     | 3:2            | 2:0          | 1:0  |                     | 4:4             |          | 0:1 | 1:1  |                | 3:1         |                     |
| Nagoya Grampus      | 22:1                      |                |             |              | 32:3            | 21:1           |     |                | 31:2         | 20:1 | 31:1                |                 |          |     | 22:1 |                | 30:1        | 33:1                |
| Ōmiya Ardija        |                           |                |             | 1:1          | 0:0             | 2:0            |     |                |              |      | 1:5                 |                 |          | 0:1 |      | 1:1            | 2:2         | 1:1                 |
| Sagan Tosu          |                           | 2:1            | 2:1         | 0:1          |                 | 1:1            |     |                | 0:1          |      |                     | 0:1             |          | 0:0 |      | 1:1            | 0:0         |                     |
| Sanfrecce Hiroshima | 1:0                       |                | 1:3         |              |                 | 0:0            | 0:1 |                |              | 3:0  |                     | 2:2             |          | 4:2 | 3:0  |                |             |                     |
| Shonan Bellmare     | 1:2                       |                |             | 1:0          | 0:3             |                |     | 2:1            | 0:1          |      |                     |                 | 0:1      | 0:2 | 0:1  |                | 1:2         |                     |
| FC Tokyo            | 1:1                       | 0:1            | 1:0         |              |                 |                | 2:4 | 3:2            | 0:1          | 0:0  | 1:1                 |                 |          |     |      |                | 1:0         |                     |
| Urawa Red Diamonds  | 0:0                       | 2:0            |             | 1:2          | 0:2             |                |     | 4:1            |              |      |                     |                 | 3:2      |     | 3:1  | 2:1            | 3:1         |                     |
| Vegalta Sendai      | 4:2                       | 2:0            | 1:3         |              | 1:0             |                |     |                | 0:1          | 0:2  |                     |                 | 1:2      |     |      | 2:1            |             |                     |
| Ventforet Kofu      |                           | 1:0            | 0:1         |              |                 | 0:2            | 0:4 | 2:2            |              |      | 0:3                 | 3:1             | 1:1      |     |      |                |             |                     |
| Vissel Kōbe         | 6:3                       | 0:0            | 2:1         | 4:1          | 1:2             |                |     |                |              |      | 1:1                 |                 |          |     | 2:2  | 0:2            |             | 0:1                 |
| Yokohama F. Marinos |                           |                |             |              |                 | 3:0            | 0:2 |                |              | 42:1 | 1:2                 | 0:1             | 0:1      | 0:0 | 0:1  | 2:2            |             |                     |
|                     | Stand: Ende der Halbserie |                |             |              |                 |                |     |                |              |      |                     |                 |          |     |      |                |             |                     |

Bemerkungen
1. Das Spiel wurde im Shizuoka Ecopa Stadium in Fukuroi, Shizuoka ausgetragen.[2]
2. Das Spiel wurde im Paloma Mizuho Stadium in Nagoya ausgetragen.[3]
3. Das Spiel wurde im Toyota Stadium in Toyota, Aichi ausgetragen.[3]
4. Das Spiel wurde im NHK Spring Mitsuzawa Football Stadium in Yokohama ausgetragen.[4]

### 2. Halbserie
Die Halbserie begann am 2. Juli 2016 und endete am 3. November 2016.

#### Tabelle
| Pl.                       | Verein                  | Sp. | S  | U | N  | Tore    | Diff. | Punkte |
| ------------------------- | ----------------------- | --- | -- | - | -- | ------- | ----- | ------ |
| 1.                        | Urawa Red Diamonds      | 17  | 13 | 2 | 2  | 035:120 | +23   | 41     |
| 2.                        | Vissel Kōbe             | 17  | 11 | 2 | 4  | 033:180 | +15   | 35     |
| 3.                        | Kawasaki Frontale       | 17  | 11 | 1 | 5  | 035:240 | +11   | 34     |
| 4.                        | Gamba Osaka (P)         | 17  | 10 | 4 | 3  | 031:220 | +9    | 34     |
| 5.                        | Kashiwa Reysol          | 17  | 9  | 3 | 5  | 032:230 | +9    | 30     |
| 6.                        | Ōmiya Ardija (N)        | 17  | 8  | 6 | 3  | 024:180 | +6    | 30     |
| 7.                        | Yokohama F. Marinos     | 17  | 7  | 8 | 2  | 032:190 | +13   | 29     |
| 8.                        | Sagan Tosu              | 17  | 8  | 5 | 4  | 026:220 | +4    | 29     |
| 9.                        | FC Tokyo                | 17  | 9  | 2 | 6  | 023:210 | +2    | 29     |
| 10.                       | Sanfrecce Hiroshima (M) | 17  | 8  | 2 | 7  | 026:220 | +4    | 26     |
| 11.                       | Kashima Antlers         | 17  | 6  | 2 | 9  | 024:240 | ±0    | 20     |
| 12.                       | Vegalta Sendai          | 17  | 6  | 2 | 9  | 019:230 | −4    | 20     |
| 13.                       | Ventforet Kofu          | 17  | 4  | 4 | 9  | 014:270 | −13   | 16     |
| 14.                       | Júbilo Iwata (N)        | 17  | 2  | 7 | 8  | 016:270 | −11   | 13     |
| 15.                       | Nagoya Grampus          | 17  | 3  | 4 | 10 | 014:290 | −15   | 13     |
| 16.                       | Albirex Niigata         | 17  | 4  | 0 | 13 | 014:240 | −10   | 12     |
| 17.                       | Shonan Bellmare         | 17  | 3  | 2 | 12 | 012:290 | −17   | 11     |
| 18.                       | Avispa Fukuoka (N)      | 17  | 2  | 2 | 13 | 015:410 | −26   | 08     |
| Stand: Ende der Halbserie |                         |     |    |   |    |         |       |        |

| Nach Ende der Halbserie:                                        |
| Qualifikation für das Meisterschaftsturnier: Urawa Red Diamonds |

#### Kreuztabelle
Die Kreuztabelle stellt die Ergebnisse aller Spiele der Halbserie dar. Die Heimmannschaft ist in der linken Spalte, die Gastmannschaft in der oberen Zeile aufgelistet.
| 2. Halbserie        | Albirex Niigata           | Avispa Fukuoka | Gamba Osaka | Júbilo Iwata | Kashima Antlers | Kashiwa Reysol |      | Nagoya Grampus | Ōmiya Ardija |     | Sanfrecce Hiroshima | Shonan Bellmare | FC Tokyo |      |     | Ventforet Kofu | Vissel Kōbe | Yokohama F. Marinos |
| ------------------- | ------------------------- | -------------- | ----------- | ------------ | --------------- | -------------- | ---- | -------------- | ------------ | --- | ------------------- | --------------- | -------- | ---- | --- | -------------- | ----------- | ------------------- |
| Albirex Niigata     |                           | 3:0            |             |              | 0:2             |                |      | 0:1            |              |     | 0:1                 | 0:1             | 0:1      | 1:2  | 1:2 |                | 1:0         |                     |
| Avispa Fukuoka      |                           |                |             | 2:3          | 1:2             | 0:4            |      |                |              | 2:3 |                     |                 | 2:1      | 1:2  | 1:1 | 1:2            | 1:4         |                     |
| Gamba Osaka         | 3:1                       | 0:0            |             |              |                 |                |      |                |              | 2:1 | 1:1                 |                 | 3:3      |      | 3:1 | 2:1            | 0:1         |                     |
| Júbilo Iwata        | 1:2                       |                | 10:2        |              |                 | 1:2            | 1:1  |                | 1:1          | 1:1 |                     | 0:0             |          | 10:1 |     |                | 3:4         |                     |
| Kashima Antlers     |                           |                | 1:3         | 3:0          |                 |                | 0:1  | 3:0            | 1:3          |     |                     | 1:0             |          | 1:2  | 0:1 |                | 0:1         |                     |
| Kashiwa Reysol      | 1:0                       |                | 3:2         |              | 2:0             |                |      | 3:1            | 1:2          | 2:3 | 3:3                 |                 |          |      |     | 1:0            |             | 1:2                 |
| Kawasaki Frontale   | 3:2                       | 3:1            | 2:3         |              |                 | 2:5            |      |                |              |     | 2:0                 |                 | 1:0      |      |     | 4:0            |             | 3:2                 |
| Nagoya Grampus      |                           | 25:0           | 31:3        | 31:1         |                 |                | 20:3 |                |              |     |                     | 21:3            | 31:1     | 30:2 |     | 21:3           |             |                     |
| Ōmiya Ardija        | 1:2                       | 1:0            | 0:0         |              |                 |                | 43:2 | 1:0            |              | 1:1 |                     | 3:2             | 0:1      |      | 2:1 |                |             |                     |
| Sagan Tosu          | 1:0                       |                |             |              | 1:0             |                | 1:0  | 0:0            |              |     | 2:3                 |                 | 3:2      |      | 2:3 |                |             | 2:2                 |
| Sanfrecce Hiroshima |                           | 4:1            |             | 3:0          | 2:4             |                |      | 2:0            | 0:1          |     |                     |                 | 0:1      |      |     | 0:1            | 2:0         | 2:2                 |
| Shonan Bellmare     |                           | 0:2            | 1:2         |              |                 | 0:0            | 2:3  |                |              | 0:2 | 1:2                 |                 |          |      |     | 1:0            |             | 0:3                 |
| FC Tokyo            |                           |                |             | 3:2          | 2:1             | 0:1            |      |                |              |     |                     | 3:0             |          | 1:3  | 1:0 | 1:0            |             | 1:0                 |
| Urawa Red Diamonds  |                           |                | 4:0         |              |                 | 2:0            | 1:2  |                | 2:2          | 2:0 | 3:0                 | 4:1             |          |      |     |                |             | 1:1                 |
| Vegalta Sendai      |                           |                |             | 0:1          |                 | 4:2            | 0:3  | 1:2            |              |     | 0:2                 | 1:0             |          | 0:1  |     |                | 3:0         | 0:1                 |
| Ventforet Kofu      | 1:0                       |                |             | 0:0          | 3:3             |                |      |                | 2:2          | 0:1 |                     |                 |          | 0:2  | 1:1 |                | 0:3         | 0:4                 |
| Vissel Kōbe         |                           |                |             |              |                 | 51:1           | 3:0  | 3:0            | 1:0          | 2:2 |                     | 2:0             | 4:1      | 2:1  |     |                |             |                     |
| Yokohama F. Marinos | 3:1                       | 3:0            | 2:2         | 1:1          | 2:2             |                |      | 0:0            | 61:1         |     |                     |                 |          |      |     |                | 63:2        |                     |
|                     | Stand: Ende der Halbserie |                |             |              |                 |                |      |                |              |     |                     |                 |          |      |     |                |             |                     |

Bemerkungen
1. Das Spiel wurde im Shizuoka Ecopa Stadium in Fukuroi, Shizuoka ausgetragen.[2]
2. Das Spiel wurde im Paloma Mizuho Stadium in Nagoya ausgetragen.[3]
3. Das Spiel wurde im Toyota Stadium in Toyota, Aichi ausgetragen.[3]
4. Das Spiel wurde im Kumagaya Athletic Stadium in Kumagaya, Saitama ausgetragen.[5]
5. Das Spiel wurde im Kobe Universiade Memorial Stadium in Kōbe ausgetragen.[6]
6. Das Spiel wurde im NHK Spring Mitsuzawa Football Stadium in Yokohama ausgetragen.[4]

### Gesamte Saison

#### Tabelle
| Pl.                    | Verein                  | Sp. | S  | U  | N  | Tore    | Diff. | Punkte |
| ---------------------- | ----------------------- | --- | -- | -- | -- | ------- | ----- | ------ |
| 1.                     | Urawa Red Diamonds      | 34  | 23 | 5  | 6  | 061:280 | +33   | 74     |
| 2.                     | Kawasaki Frontale       | 34  | 22 | 6  | 6  | 068:390 | +29   | 72     |
| 3.                     | Kashima Antlers         | 34  | 18 | 5  | 11 | 053:340 | +19   | 59     |
| 4.                     | Gamba Osaka (P)         | 34  | 17 | 7  | 10 | 053:420 | +11   | 58     |
| 5.                     | Ōmiya Ardija (N)        | 34  | 15 | 11 | 8  | 041:360 | +5    | 56     |
| 6.                     | Sanfrecce Hiroshima (M) | 34  | 16 | 7  | 11 | 058:400 | +18   | 55     |
| 7.                     | Vissel Kōbe             | 34  | 16 | 7  | 11 | 056:430 | +13   | 55     |
| 8.                     | Kashiwa Reysol          | 34  | 15 | 9  | 10 | 052:440 | +8    | 54     |
| 9.                     | FC Tokyo                | 34  | 15 | 7  | 12 | 039:390 | ±0    | 52     |
| 10.                    | Yokohama F. Marinos     | 34  | 13 | 12 | 9  | 053:380 | +15   | 51     |
| 11.                    | Sagan Tosu              | 34  | 12 | 10 | 12 | 036:370 | −1    | 46     |
| 12.                    | Vegalta Sendai          | 34  | 13 | 4  | 17 | 039:480 | −9    | 43     |
| 13.                    | Júbilo Iwata (N)        | 34  | 8  | 12 | 14 | 037:500 | −13   | 36     |
| 14.                    | Ventforet Kofu          | 34  | 7  | 10 | 17 | 032:580 | −26   | 31     |
| 15.                    | Albirex Niigata         | 34  | 8  | 6  | 20 | 033:490 | −16   | 30     |
| 16.                    | Nagoya Grampus          | 34  | 7  | 9  | 18 | 038:580 | −20   | 30     |
| 17.                    | Shonan Bellmare         | 34  | 7  | 6  | 21 | 030:560 | −26   | 27     |
| 18.                    | Avispa Fukuoka (N)      | 34  | 4  | 7  | 23 | 026:660 | −40   | 19     |
| Stand: Ende der Saison |                         |     |    |    |    |         |       |        |

| (M) | Japanischer Meister 2015: Sanfrecce Hiroshima                                 |
| (P) | Japanischer Pokalsieger 2015: Gamba Osaka                                     |
| (N) | Aufsteiger aus der J2 League 2015: Ōmiya Ardija, Jubilo Iwata, Avispa Fukuoka |

#### Zuschauertabelle
| Platz                  | Mannschaft          | Heimspiele | Zuschauer | pro Spiel |
| ---------------------- | ------------------- | ---------- | --------- | --------- |
| 01.                    | Urawa Red Diamonds  | 17         | 627.868   | 36.933    |
| 02.                    | Gamba Osaka         | 17         | 430.806   | 25.342    |
| 03.                    | FC Tokyo            | 17         | 408.623   | 24.037    |
| 04.                    | Yokohama F. Marinos | 17         | 408.072   | 24.004    |
| 05.                    | Kawasaki Frontale   | 17         | 376.305   | 22.136    |
| 06.                    | Albirex Niigata     | 17         | 360.076   | 21.181    |
| 07.                    | Kashima Antlers     | 17         | 324.759   | 19.103    |
| 08.                    | Nagoya Grampus      | 17         | 301.396   | 17.729    |
| 09.                    | Vissel Kōbe         | 17         | 289.310   | 17.018    |
| 10.                    | Vegalta Sendai      | 17         | 243.622   | 15.467    |
| 11.                    | Sanfrecce Hiroshima | 17         | 262.888   | 15.464    |
| 12.                    | Júbilo Iwata        | 17         | 248.451   | 14.615    |
| 13.                    | Avispa Fukuoka      | 17         | 218.576   | 12.857    |
| 14.                    | Sagan Tosu          | 17         | 214.814   | 12.636    |
| 15.                    | Ōmiya Ardija        | 17         | 200.834   | 11.814    |
| 16.                    | Shonan Bellmare     | 17         | 196.012   | 11.530    |
| 17.                    | Ventforet Kofu      | 17         | 184.161   | 10.833    |
| 18.                    | Kashiwa Reysol      | 17         | 182.374   | 10.728    |
| Gesamt                 | Gesamt              | 306        | 5.498.222 | 17.968    |
| Stand: Ende der Saison |                     |            |           |           |

### Meisterschaftsturnier
Für das Meisterschaftsturnier qualifizierten sich Urawa Red Diamonds als bestplatzierte Mannschaft der gesamten Saison und Gewinner der 2. Halbserie, Kawasaki Frontale als Zweitplatzierter der gesamten Saison sowie Kashima Antlers als Drittplatzierter der Gesamttabelle und Gewinner der 1. Halbserie. Da sich die beiden Halbseriensieger unter den besten drei Mannschaften der Gesamttabelle platzieren konnten, entfiel die für den 6. November 2016 terminierte 1. Runde komplett.
Halbfinale
Kawasaki und Kashima standen sich im Halbfinalspiel am 23. November 2016 gegenüber. In der ersten Halbzeit entwickelte sich ein ausgeglichenes Spiel mit nur wenigen Torchancen, sodass die Mannschaften ohne Tore in die Pause gingen. Kurz nach Beginn der zweiten Halbzeit setzte sich Shūto Yamamoto auf der linken Seite durch und schlug eine Flanke in den Strafraum, die von Mū Kanazaki per Kopf zur Führung Kashimas verwertet werden konnte. In der Folge erhöhte Kawasaki den Druck und kam seinerseits zu mehreren Chancen, ohne diese jedoch im Tor unterzubringen. Damit zog wie schon im Vorjahr der Drittplatzierte der Gesamttabelle in das Finale ein.
| Paarung        | Kawasaki Frontale – Kashima Antlers            |
| Ergebnis       | 0:1 (0:0)                                      |
| Datum          | 23. November 2016 um 14:00 Uhr UTC+9           |
| Stadion        | Todoroki Athletics Stadium, Kawasaki, Kanagawa |
| Zuschauer      | 24.209                                         |
| Schiedsrichter | Nobutsugu Murakami                             |
| Tore           | 0:1 Mū Kanazaki (50.)                          |

Finale
Die beiden Finalspiele wurden auf den 29. November und den 3. Dezember festgesetzt. Aufgrund der mehr geschossenen Auswärtstore gewannen die Kashima Antlers ihre insgesamte achte japanische Meisterschaft.
| Paarung        | Kashima Antlers – Urawa Red Diamonds     |
| Ergebnis       | 0:1 (0:0)                                |
| Datum          | 29. November 2016 um 19:25 Uhr UTC+9     |
| Stadion        | Kashima Soccer Stadium, Kashima, Ibaraki |
| Zuschauer      | 23.074                                   |
| Schiedsrichter | Masaaki Tōma                             |
| Tore           | 0:1 Yūki Abe (57., Foulelfmeter)         |

| Paarung        | Urawa Red Diamonds – Kashima Antlers                                               |
| Ergebnis       | 1:2 (1:1)                                                                          |
| Datum          | 3. Dezember 2016 um 19:30 Uhr UTC+9                                                |
| Stadion        | Saitama Stadium 2002, Saitama, Saitama                                             |
| Zuschauer      | 59.837                                                                             |
| Schiedsrichter | Ryūji Satō                                                                         |
| Tore           | 1:0 Shinzō Kōroki (7.), 1:1 Mū Kanazaki (40.), 1:2 Mū Kanazaki (79., Foulelfmeter) |